# Cidade Jardim (bairro de São Paulo)
Cidade Jardim é um bairro nobre localizado na Zona Oeste de São Paulo, às margens do Rio Pinheiros. Localizado no distrito do Morumbi e é administrado pela Prefeitura Regional do Butantã. Limita-se com os bairros: Jardim Guedala, Pinheiros, Jardim Panorama, Chácara Itaim e Jardim Paulistano.

## História

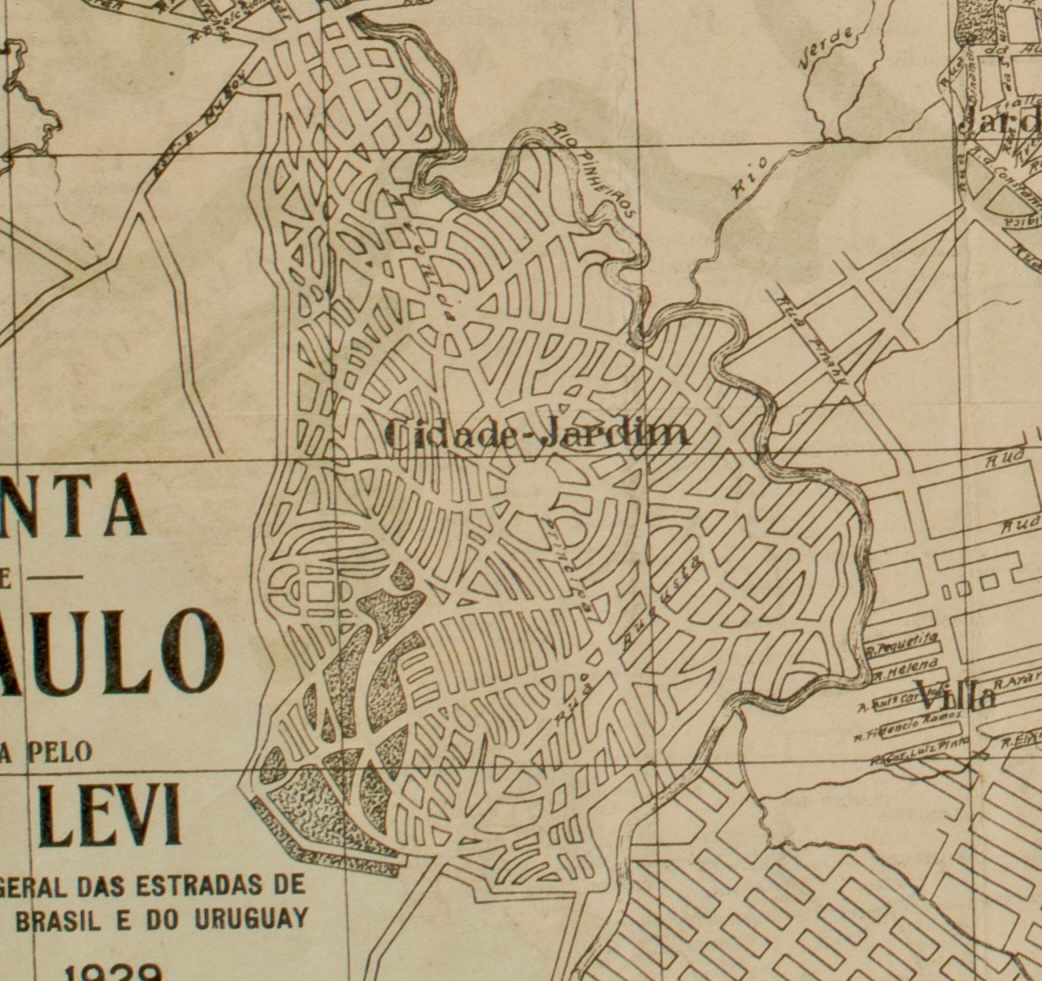
Traçado do bairro, Mapa Oficial da cidade em 1929.

O bairro de Cidade Jardim surgiu do loteamento da Fazenda Morumbi, no início dos anos 1950. Ele faz parte de um complexo de bairros-jardins, que inclui o Jardim Guedala, Jardim Everest, Jardim Panorama e Jardim Leonor, dentre outros, oriundos do mesmo loteamento.
As terras onde hoje se localiza o bairro originalmente pertenciam ao bandeirante Afonso Sardinha, conhecido como "o velho". Com o interesse de empresas em desenvolver loteamentos voltados para a classe média e alta, a empresa Cidade Jardim adquiriu um extenso terreno e deu início ao seu loteamento em 1927.
Em 1941, a transferência do Hipódromo da Mooca para essa região impulsionou o crescimento imediato do bairro. O hipódromo do Jockey Club de São Paulo se localiza no bairro vizinho de Jardim Everest. Além disso, o bairro abriga o Parque Alfredo Volpi, anteriormente conhecido como Bosque do Morumbi, inaugurado em 1970 como uma área de preservação ambiental. Este parque possui cerca de 140 mil metros quadrados, com uma rica fauna de aproximadamente 86 espécies de animais e 70 espécies de aves, além de uma flora composta por remanescentes da Mata Atlântica.
No início do século XX, a expansão urbana e o crescimento econômico destacaram a necessidade de um projeto que equilibrasse o progresso econômico com os desafios sociais, integrando o planejamento urbano com a natureza. Ebenezer Howard, um pré-urbanista inglês, concebeu o conceito de Cidades-Jardins, visando proporcionar um ambiente onde as pessoas pudessem viver harmoniosamente com a natureza, mesmo dentro de áreas urbanas. Este conceito buscava integrar serviços, lazer e cultura em um único espaço, promovendo a qualidade de vida através de cinturões verdes e complexos urbanos.
No Brasil, esse conceito foi implementado pela Companhia City, com o urbanista inglês Barry Parker à frente do projeto, assegurando o sucesso de sua aplicação em São Paulo na década de 1950.
Uma moradora ilustre do bairro foi Hebe Camargo (1929-2012), apresentadora de televisão, atriz e cantora. Que após a morte de seu segundo marido, Lélio Ravagnani, em 2000, Hebe se mudou para uma nova mansão no bairro. Esta propriedade era ainda mais grandiosa do que a que morava localizada em Vila Tramontano. A residência possuía mais de sete mil metros quadrados, incluindo um lago artificial e uma capela. Em 2008 a propriedade sofreu uma suspeita de tentativa de assalto. Segundo a PM, um segurança da casa da apresentadora chamou a polícia por volta da 1h devido a suspeita de que um homem teria invadido a propriedade. As unidades do Garra (Grupo Armado de Repressão a Roubos e Assaltos) e do GOE (Grupo de Operações Especiais) foram deslocadas ao local e fizeram uma vistoria na casa e nas ruas próximas. O helicóptero águia da PM também participou da busca, e segundo a PM nenhum suspeito foi encontrado. Possui duas entradas uma pela Rua Engenheiro Oscar Americano e outra na Rua das Amoreiras. A casa foi colocada à venda por R$ 30 milhões, destacando-se por suas amplas salas e luxuosa decoração e vendida em dezembro de 2023. Marcello Camargo, filho de Hebe, comentou que a apresentadora foi muito feliz nesta casa, que ela adquiriu e reformou com o dinheiro de seu trabalho. Ele descreveu a propriedade como um lugar que Hebe amava e onde desfrutou de muitos momentos felizes. Após a morte da apresentadora, serviu de moradia ao sobrinho de Hebe Camargo, o empresário Claudio Pessutti, que morreu em 2021, vítima de COVID-19.

## Atualidade
Pela lei de zoneamento em vigor na cidade de São Paulo até o mês de dezembro de 2024, o bairro fazia parte de uma zona ZER-1 (Zona Estritamente Residencial do tipo I), que são porções do território destinadas ao uso exclusivamente residencial de habitações unifamiliares, com densidade demográfica baixa. Esta zona se caracteriza pela ausência dos usos não residenciais e pela baixa densidade, sendo que alguns bairros contam com intensa arborização (bairro-jardim). A partir da data a câmara municipal aprovou alterações no mapa de zoneamento de quadras e endereços do bairro, uma quadra da Avenida Alcides Sangirardi, nas imediações da Marginal do Pinheiros, se torna Zona Mista (ZM), quadras da Avenida das Acácias, da Rua Taques Alvim e da Rua Jaguanambi, que deixariam de ser Zona Exclusivamente Residencial (ZER) e passariam a ser Zona Corredor (ZCOR), podendo abrigar estabelecimentos comerciais e edifícios de até 10 metros. A proposta causou descontentamento da Sociedade Amigos Cidade Jardim (SACJ). No dia 22 de janeiro de 2025, o prefeito de São Paulo, Ricardo Nunes (MDB), vetou integralmente o projeto de lei que alteraria a Lei de Zoneamento da cidade. A justificativa do veto, publicada no Diário Oficial, foi baseada em pareceres técnicos que apontaram riscos de insegurança jurídica ao mercado imobiliário.
Predominam no bairro condomínios horizontais e mansões. Apesar disso, por já existirem antes da implantação do zoneamento da cidade ou por exceção aberta à lei, há uma série de atividades comerciais e de serviços espalhadas pelo bairro. É um bairro de alto-padrão, sendo uma "Zona de Valor A" pelo CRECI, assim como: Jardim Europa, Vila Nova Conceição e Pacaembu. Em seu entorno estão instaladas empresas multinacionais, principalmente no distrito vizinho Itaim Bibi, edifícios residenciais de luxo e diversas atividades comerciais, inclusive o famoso centro comercial, Shopping Cidade Jardim.
De acordo com o Atlas do Trabalho e Desenvolvimento da Cidade de São Paulo, seus moradores possuem a maior renda per cápita da cidade, são R$ 3.384,67 ao mês e R$ 7.098,43 por família.